# Prosperidad (Madrid)
Prosperidad o la Prosperidad es un barrio de Madrid perteneciente al distrito de Chamartín.

## Localización
Situado dentro de la M-30, en noreste de la ciudad, colindante con el distrito de Salamanca. Sus límites son: al oeste la calle Príncipe de Vergara, al sur: la calle de María de Molina y la avenida de América, al este: la M-30 y al norte: la calle de López de Hoyos.

## Toponimia
Se debe al nombre de Próspero Soynard y Polen, propietario que adquirió y parceló las fincas originarias del barrio de la Prosperidad en el siglo XIX, adquiridas por inmigrantes obreros que llegaban a Madrid provenientes del interior de la Península. A su tarea como inversor y especulador inmobiliario se unían iniciativas filantrópicas, ya que era miembro de la Sociedad de los Amigos de los Pobres, Sociedad Protectora de los Niños y Sociedad Abolicionista. En 1859 publicó la novela Pensamientos de un Huérfano .

## Historia
En 1862, fecha de su origen, la barriada de la Prosperidad estaba compuesta por un conjunto de tierras de secano poco productivas, atravesadas por numerosos caminos de herradura y salpicado por tejares, casas de labor y algunos ventorros. Desde que surgió en la periferia de Madrid, el barrio ha ido creciendo en tamaño y en habitantes de manera constante. En 1898 se integró al distrito de Buenavista y desde 1955 forma parte del distrito de Chamartín.

### Origen
En la segunda mitad del siglo XIX Madrid era una ciudad demasiado grande para entrar en el perímetro que la limitaba, constituido por la vieja tapia que Felipe IV mandara construir en 1625. Por este motivo, el 19 de julio de 1860 se aprobaba el Anteproyecto del Ensanche de Madrid para aumentar el espacio urbano de la capital, derribando la vieja cerca. El nuevo perímetro fue delimitado por medio de una zanja o foso que daría lugar a las "Rondas" y que en la actualidad prácticamente coincide con la avenida de la Reina Victoria, y las calles Raimundo Fernández Villaverde, Joaquín Costa, Francisco Silvela y Doctor Esquerdo. Fuera de las Rondas que delimitaban el Ensanche había una periferia compuesta por los pueblos próximos y por pequeños núcleos de población que serían el germen de futuros barrios.
En 1862 Próspero Soynard y Polen adquiere cinco fanegas de suelo agrícola (cerca de 1,75 ha) al sur del camino de Hortaleza a Segundo María de Colmenares y Caracciolo, V Conde de Polentinos y VII Marqués de Olivares con el objetivo de parcelar y vender. Para este trabajo contó con el topógrafo Esteban Latorre. Este tipo de inversión especulativa en suelo rústico para su venta como urbano fue habitual en otros suburbios de Madrid como el barrio de Colmenares (La Latina) o Cuatro Caminos (barrio de Tetuán), el Carmen (barrio de Ventas), etc. También Andrés Avelino de Arteaga Lazcano y Silva, duque del Infantado, el conde de Villapadierna y el propietario Francisco Maroto fueron inversores que especularon con los terrenos que poseían en el barrio de la Prosperidad.
El barrio de Prosperidad nació el 14 de diciembre de 1862 , día que se registraban en una notaría de Madrid las dos primeras parcelas dispuestas para la construcción de viviendas a nombre de Pedro Prado y Gregorio Mayorga, albañil y carpintero respectivamente. A partir de 1862, la sucesiva parcelación y venta de los terrenos circundantes por sus propietarios fue dotando al incipiente caserío de un importante número de viviendas.

### Desarrollo

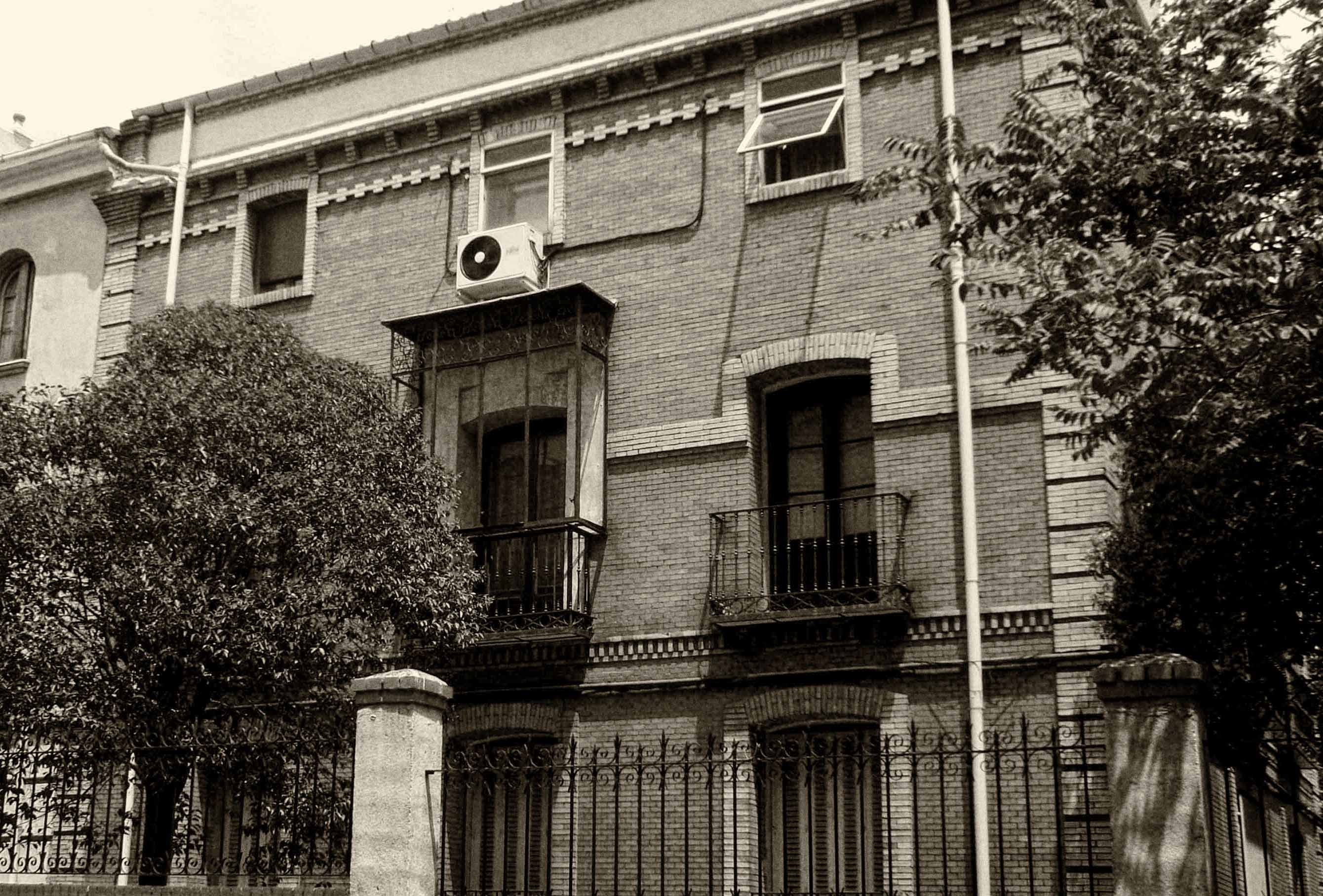
Antigua Villa Casilda, construida en 1894. Está situada junto al eje de López de Hoyos y la plaza de Prosperidad.

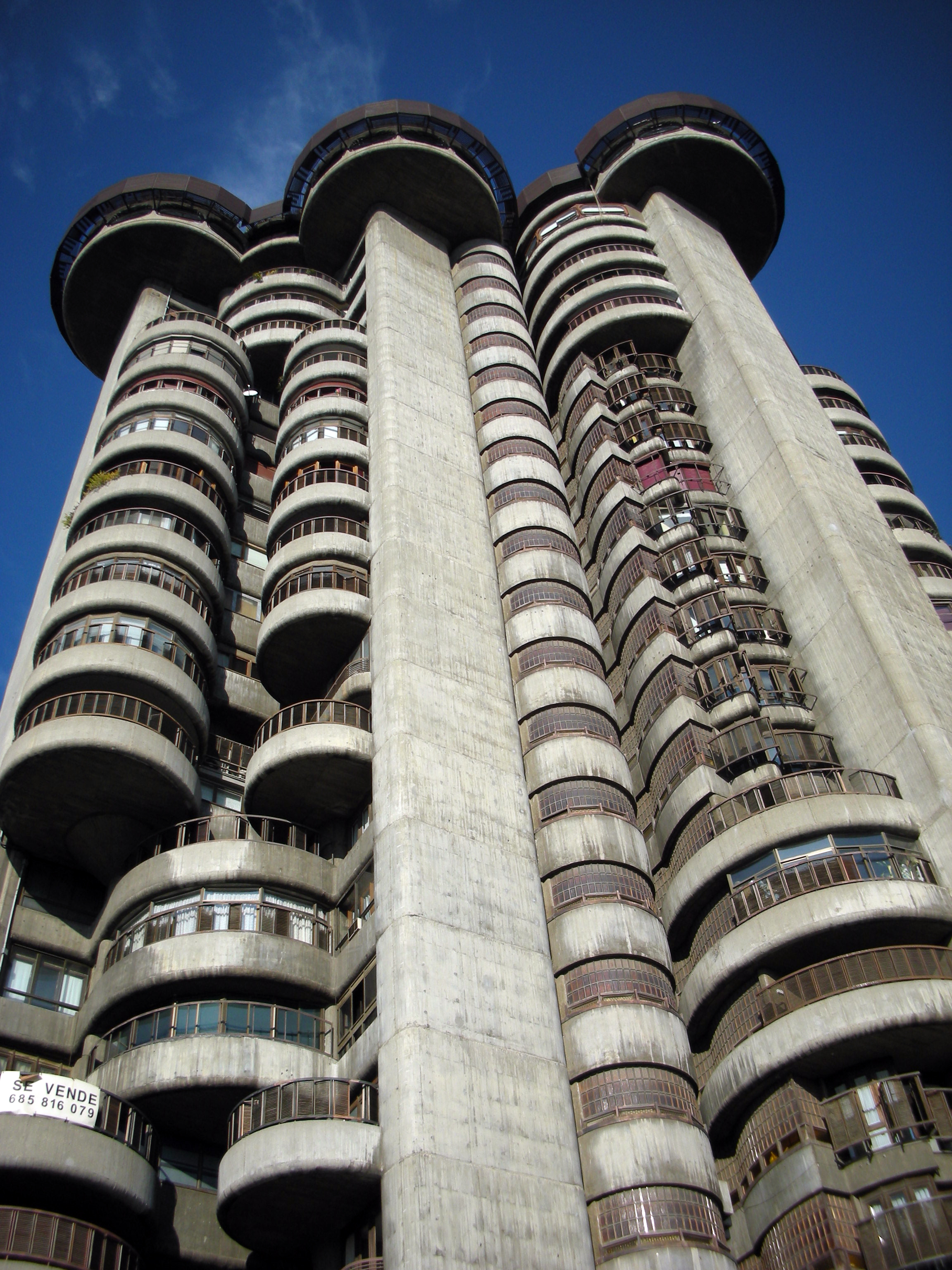
Torres Blancas, edificio proyectado por Sáenz de Oíza en 1961.

Las primeras viviendas que se edificaron en el suburbio atendían a tipologías rurales que reproducían el estilo y hábitos de vida de sus moradores. Eran casitas bajas de escaso tamaño, de ladrillo y teja, con patio. En 1882 la Prosperidad reunía 166 edificios, más de la mitad casas terreras, con algunas casas de corredor o patios de vecindad en condiciones de salubridad deficientes. La mayoría de los propietarios originales eran obreros de la construcción empleados en el vecino barrio de Salamanca. En 1872 había 300 habitantes y en 1877 todas las propiedades estaban ya vendidas. El barrio fue poblándose de tal manera que en el año 1900 contaba con más de 2.000 vecinos y en 1930, 13.800.
En el plano de Jaime Torres y Martínez de 1889 se puede observar el aislado arrabal de Prosperidad urbanizado en torno al camino de Hortaleza, que se comunicaba con Guindalera (1893) por la calle Cartagena. Más allá de la calle Santa Hortensia solamente había campo. En 1893 nace la sociedad "Tranvía de la Guindalera y la Prosperidad", que se electrifica en 1902. En 1911 el ayuntamiento y los vecinos financian la llegada del agua corriente al arrabal.

#### SigloXX
A partir de 1915 y más profusamente a lo largo de la década de 1920, una vez que el proceso de urbanización y mejora de infraestructuras había alcanzado un grado aceptable, el parque inmobiliario aumentó notablemente de mano de iniciativas particulares, aportando nuevas tipologías que abundaban en la mayor densificación del suelo y en la rentabilidad de las promociones. También se dan ejemplos de colonias jardín, acogidas a las leyes de casas baratas, como la Colonia Primo de Rivera (1925-1930), la Colonia Prosperidad (1926-1935), o la Colonia Cruz del Rayo (1927-1930), inspiradas en la ciudad Jardín inglesa y en los escritos de Ebenezer Howard, con tipologías arquitectónicas en las que predominan las viviendas agrupadas en bloques de a dos, las adosadas en hileras y las aisladas. Su arquitectura se basa, por lo general, en concepciones regionalistas e historicistas. A estas iniciativas habría que añadir los polígonos de promoción pública, primero y privada después del periodo de posguerra, que dotaron al barrio de vivienda social como es el caso de la Colonia Virgen del Pilar (1947). También se edificaron la colonia Mahou (1929) y la colonia Ibarrondo y Lezcano (1935) de casas modestas y con déficits de instalaciones y equipamientos, que desaparecieron a finales de los años 70. La colonia Mahou fue promovida por la sociedad Sociedad Casimiro Mahou e Hijos. La colonia Ibarrondo fue promovida por los inversores del mismo nombre que la colonia.
De 1898 hasta 1955 la Prosperidad formó parte del distrito de Buenavista y en 1955 se incorporaba al distrito de Chamartín. En 1970 un decreto municipal redujo los límites del barrio. En 1987 un nuevo decreto creba la división administrativa del barrio de Ciudad Jardín y la tradicional Prosperidad queda dividida en dos, a la altura de la calle López de Hoyos, de tal manera que Prosperidad es ahora el nombre de la división administrativa n.º 52 desde López de Hoyos hacia el sur.

#### SigloXXI

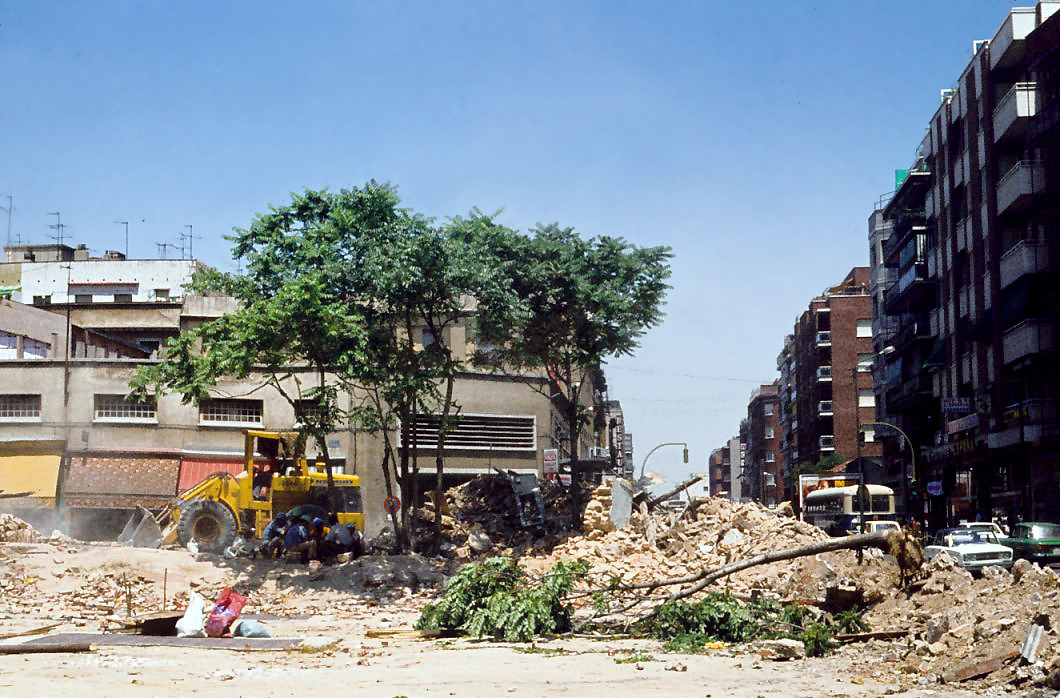
Obras en la plaza de la Prosperidad en la década de 1970.

A partir de los años cuarenta del siglo XX y hasta finales de los años ochenta, con una inmigración a la capital muy elevada y continua, la Prosperidad ve aumentar su población y su parque residencial. En la actualidad gran parte de este último está constituido por promociones de aquel periodo. Sin embargo, durante las décadas de los sesenta y setenta se produce la renovación del caserío con la demolición ininterrumpida de los edificios más antiguos, anteriores a la guerra civil, que todavía permanecían en pie y su sustitución por viviendas modernas estandarizadas que ganan en altura e intensifican el uso del suelo, en un proceso de renovación física que ha producido la devastación del patrimonio histórico y arquitectónico del barrio. 

### Atentados terroristas en la Prosperidad
Entre los años 1979 a 2001 el barrio de la Prosperidad fue testigo de numerosos atentados terroristas, la mayoría con víctimas mortales, cometidos por ETAː atentado de López de Hoyos (1993); el atentado de López de Hoyos de 2001, en el que es asesinado Justo Oreja Pedraza; el de calle Corazón de María de 1979, del Comando Argala; coche bomba en 2001 en la misma calle; y el paquete bomba de calle Clara del Rey de 1992.

## Demografía
Número de habitantes de diferentes años desde 1862 hasta la actualidad. A partir de 1987 los datos de población de la Prosperidad quedaron mermados por la división administrativa decretada por el Ayuntamiento que partió el barrio en dos mitades: Prosperidad y barrio de Ciudad Jardín. El 1 de enero de 2022 tenía 36 097 habitantes.
| 1862                                                             | 1872 | 1900  | 1930   | 1971   | 1983   | 2000   | 2001   | 2002   | 2003   | 2004   | 2005   | 2006   | 2007   | 2008   |
| ---------------------------------------------------------------- | ---- | ----- | ------ | ------ | ------ | ------ | ------ | ------ | ------ | ------ | ------ | ------ | ------ | ------ |
| 30                                                               | 300  | 2.000 | 13.800 | 36.000 | 38.000 | 36.570 | 37.203 | 37.297 | 38.163 | 38.106 | 37.954 | 38.275 | 38.185 | 38.254 |
| Fuente: Vorms, Charlotte (2012) / Padrón Municipal de Habitantes |      |       |        |        |        |        |        |        |        |        |        |        |        |        |

| 38.454                                 | 38.194 | 37.598 | 38.474 | 36.865 | 36.478 | 36.993 | 36.156 | 36.089 | 36.522 | 36.741 | 36.819 | 36.092 |
| Fuente: Padrón Municipal de Habitantes |        |        |        |        |        |        |        |        |        |        |        |        |

| Gráfica de evolución demográfica de Prosperidad entre 1862 y 2022                                        |
| |
| Evolución de la población (1862-2020). Fuente: Vorms, Charlotte (2012) / Padrón Municipal de Habitantes. |

## Servicios

### Salud
Cuenta con los Centros de Salud Santa Hortensia y Prosperidad, de la Comunidad de Madrid. Además cuenta con el Hospital San José, inaugurado en 1926.

### Colegios

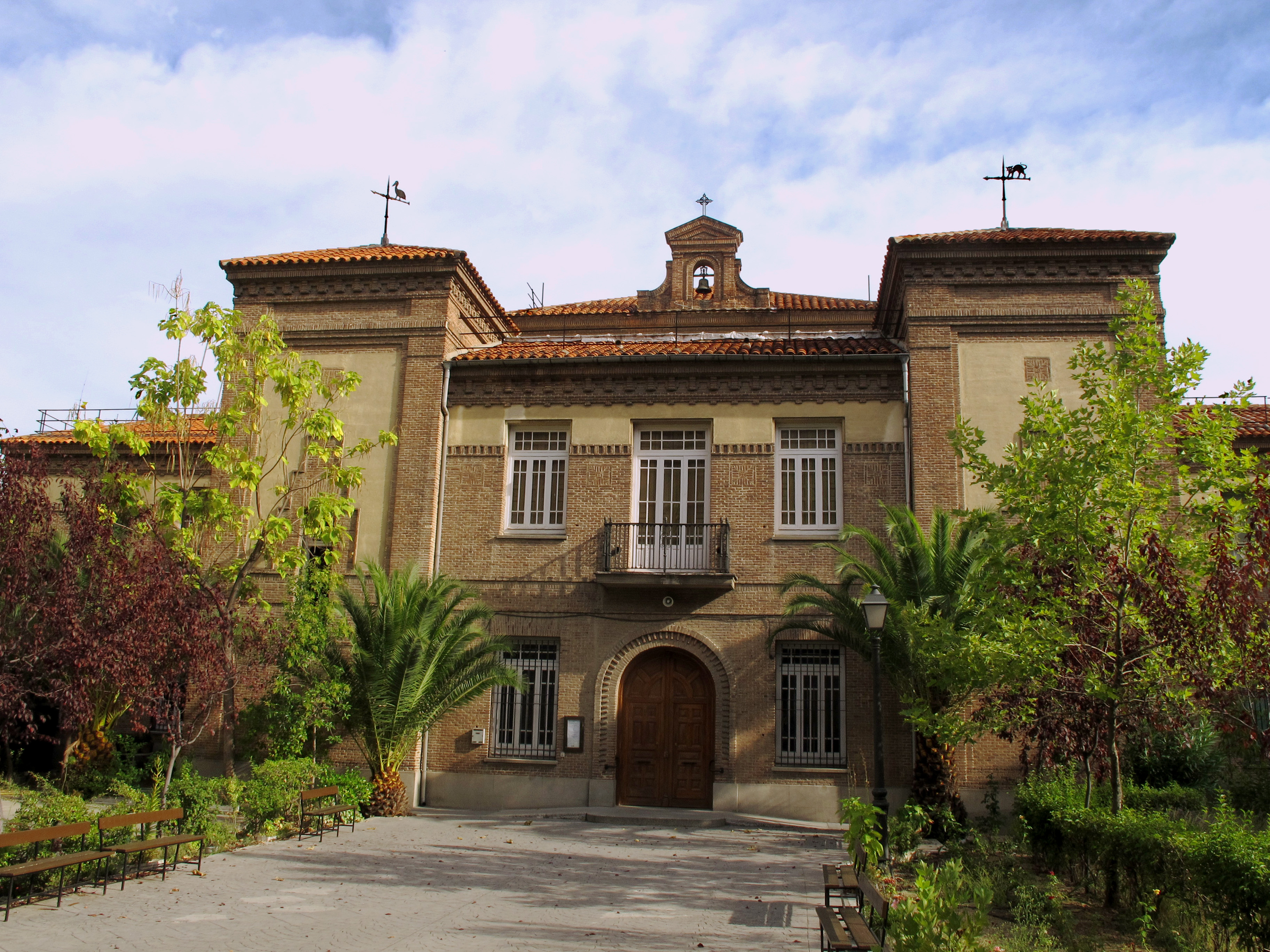
Parroquia Santa Matilde (1929).

Se indican los colegios a los que acude el alumnado del barrio, aunque algunos se encuentran fuera de sus límites.

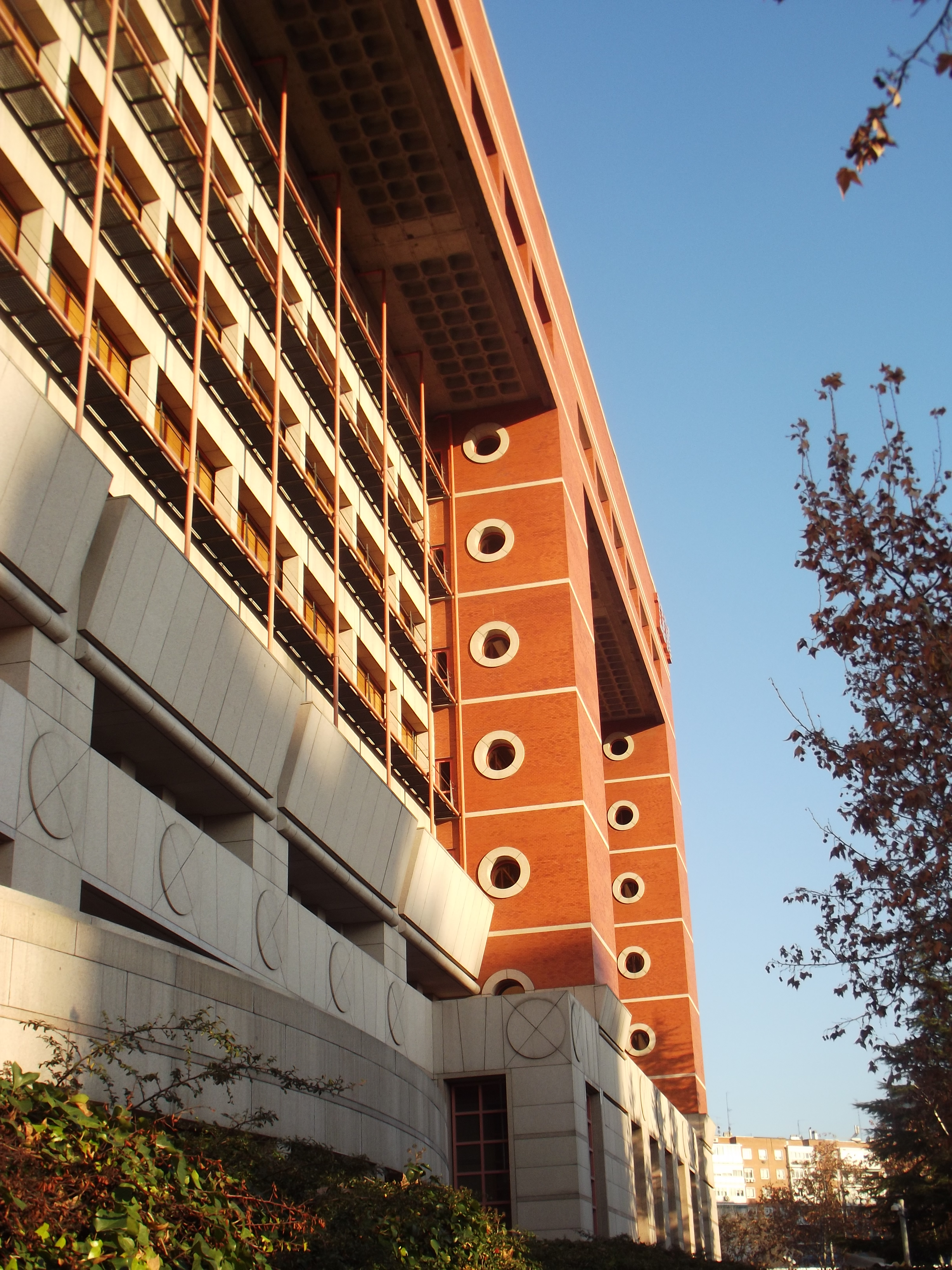
Edificio de la empresa IBM en Avenida de América (1987)

| Colegio                              | Tipo       | Dirección                      | Notas                      |
| ------------------------------------ | ---------- | ------------------------------ | -------------------------- |
| Colegio Luis Bello                   | Público    | Luis Cabrera, 66               | Pertenece a Prosperidad    |
| Colegio Claret                       | Concertado | Corazón de María, 1            | Pertenece a Prosperidad    |
| IES Clara del Rey                    | Público    | Padre Claret,8                 | Pertenece a Prosperidad    |
| Fomento Fundación                    | Privado    | Padre Claret, 23               | Pertenece a Prosperidad    |
| Colegio Corazón Inmaculado           | Concertado | López de Hoyos, 59             | Pertenece a Ciudad Jardín  |
| Colegio Fundación Santamarca         | Concertado | Marcenado, 50                  | Pertenece a Ciudad Jardín  |
| Colegio Guzmán El Bueno              | Privado    | Eugenio Salazar, 15            | Pertenece a Ciudad Jardín  |
| Colegio Padre Poveda                 | Público    | Avenida Alfonso XIII, 23       | Pertenece a Ciudad Jardín  |
| Colegio Pintor Rosales               | Público    | Calle Príncipe de Vergara, 141 | Pertenece a El Viso        |
| Colegio San Ramón y San Antonio      | Concertado | Rodríguez Marín, 57            | Pertenece a El Viso        |
| Colegio P.O. Eijo Garay              | Público    | Calle López de Hoyos, 40       | Pertenece a El Viso        |
| Instituto y Colegio Ramiro de Maeztu | Público    | Serrano, 127                   | Pertenece a El Viso        |
| IES Santamarca                       | Público    | Puerto Rico, 34-36             | Pertenece a Hispanoamérica |

## Arquitectura

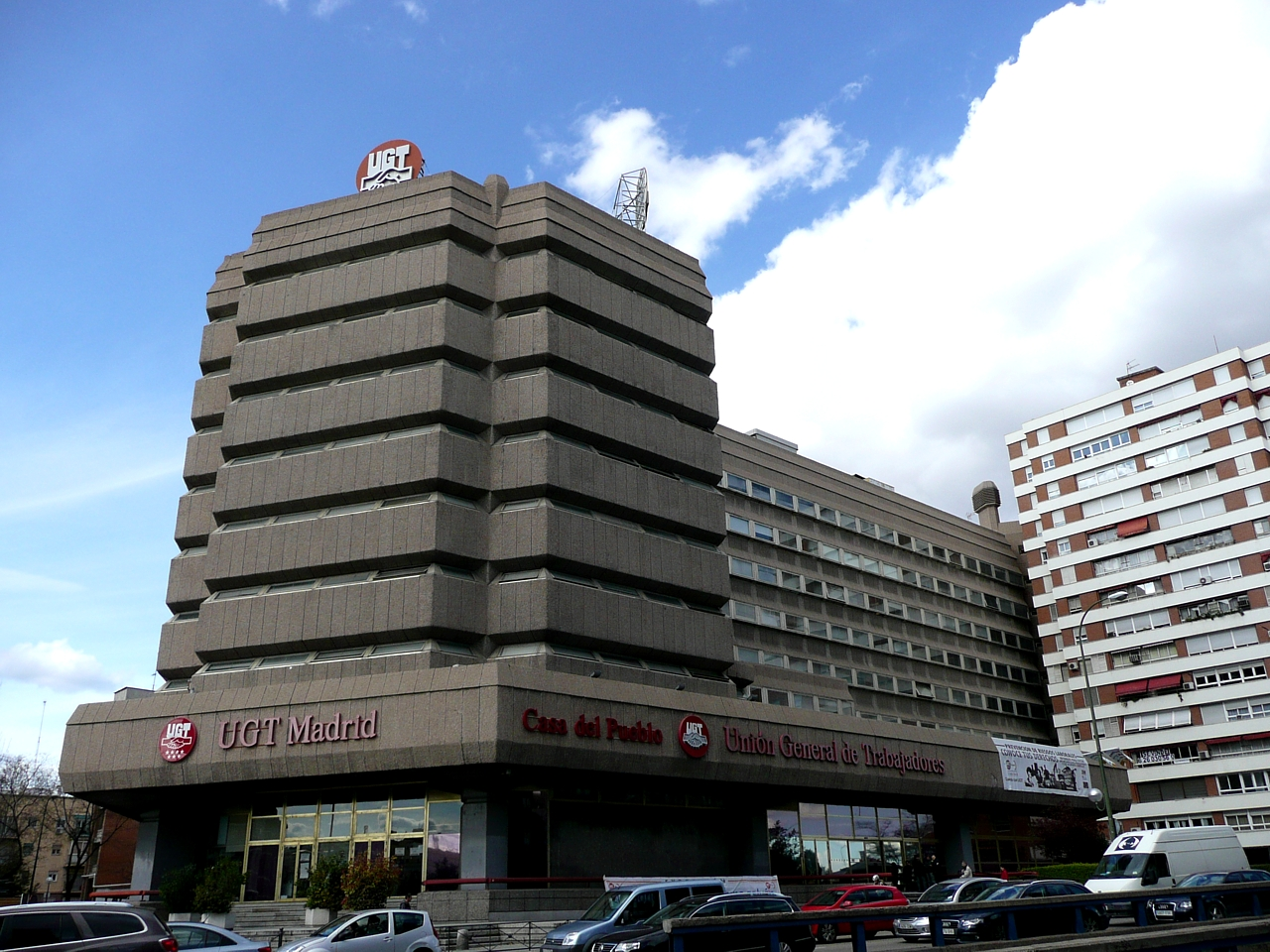
Sede de UGT, de estilo brutalista (1977), proyectado por Antonio Vallejo Acevedo y Santiago de la Fuente para el Sindicato Vertical.

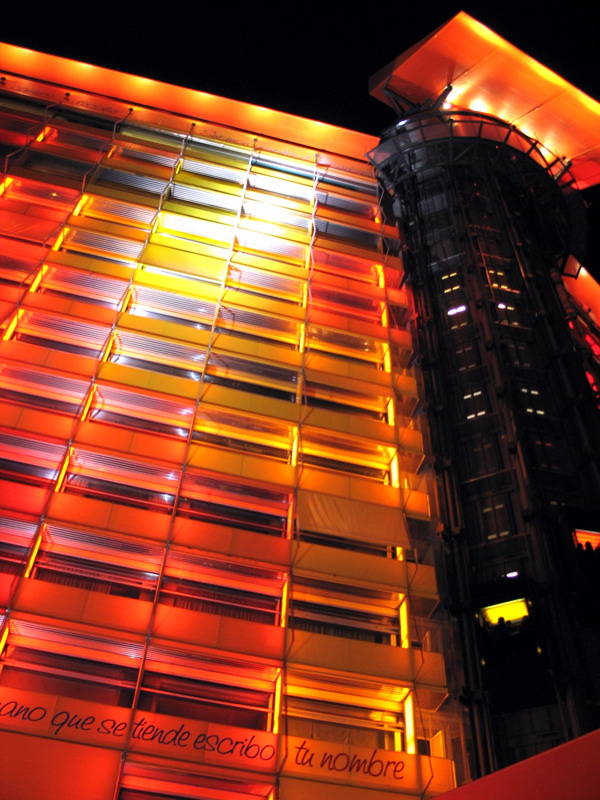
Hotel Puerta América, proyecto colectivo de 2003, de 18 arquitectos y diseñadores de prestigio internacional.

A partir de los años cuarenta del siglo XX el rápido crecimiento de la población del barrio condicionó la tipología de las nuevas construcciones, adaptándose a las características socioeconómicas de los recién llegados, lo que relegó al olvido a las primitivas construcciones de inicios del XX y a las del siglo anterior. Avanzando el siglo XX, las características espaciales de la zona permitieron el desarrollo de proyectos de carácter innovador y también especulativo, si bien las edificaciones de viviendas mantuvieron los estándares del momento sin construcciones destacables, salvo alguna excepción. Destacan el edificio Torres Blancas (1967) de Sáenz de Oiza, el edificio IBM Avenida de América y, más adelante, el Hotel Puerta de América. En 1967 los arquitectos Antonio Vallejo Acevedo y Santiago de la Fuente Viqueira proyectaron el edificio de estética brutalista en hormigón de UGT de 1977, originalmente edificio de la Casa Sindical Provincial de Madrid.

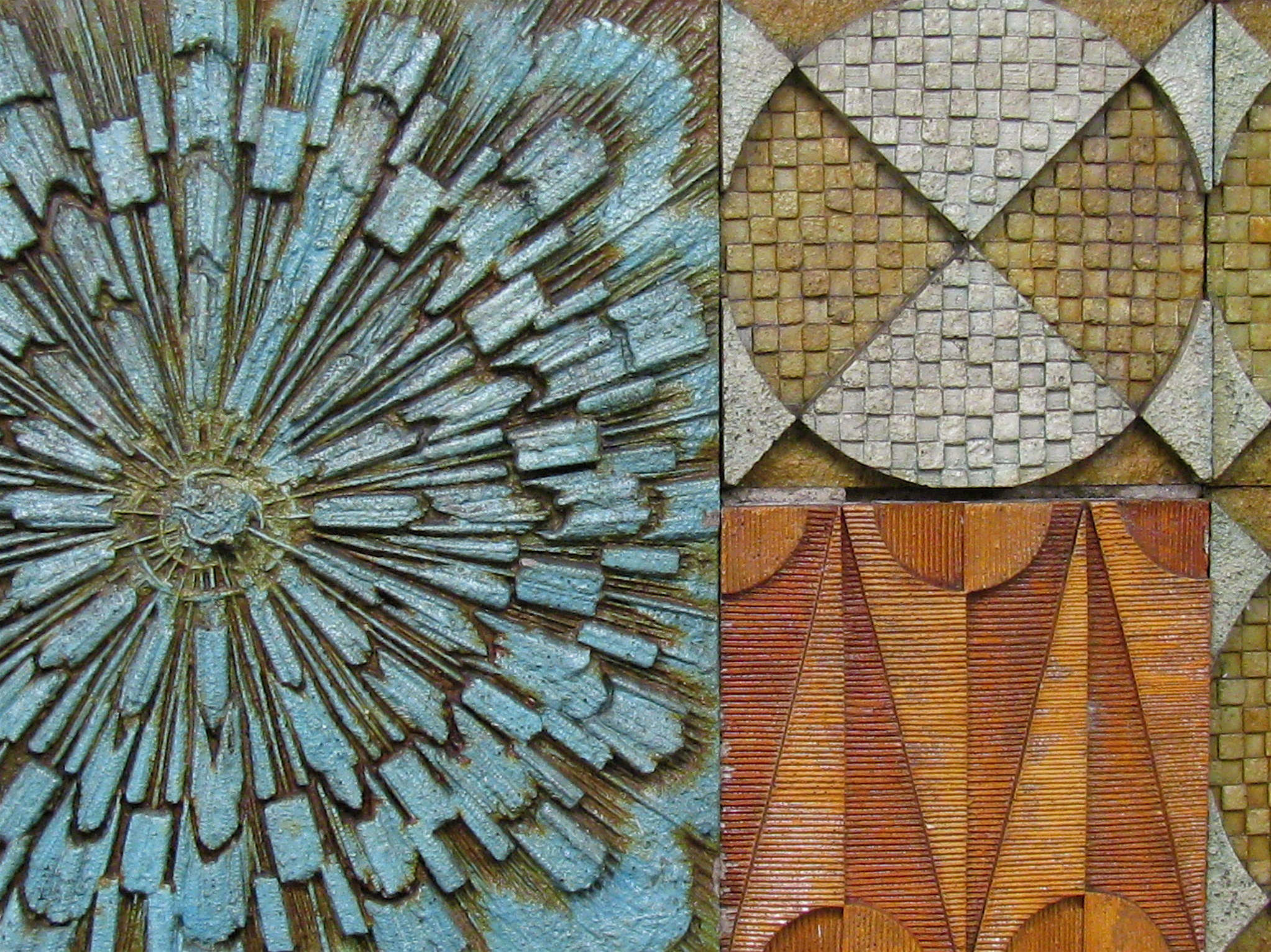
Mural de la estación del metro de Cartagena (1975).

En cuanto a los edificios de viviendas, entre los más antiguos está el de la calle Antonio Zapata n.º 7 (1890). Hay ejemplos de arquitectura neomudéjar como el edificio de la calle Juan Bautista de Toledo número 1, la casa de Anastasio Aroca n.º 20, o la de Pérez Ayuso n.º 5. También hay casas de vecindad con corredores como la de la calle Zabaleta número 13, la de Santa Hortensia n.º 12 o la de López de Hoyos n.º 139.
A principios del siglo XX se construyeron en la Prosperidad, así como en Chamartín de la Rosa, colonias para funcionarios, obreros o militares. De 1927 data la Colonia "Jardín de la Rosa" proyectada por el arquitecto Augusto Sanz Marcos, en estilo regionalista, próxima a las desaparecidas Colonias de obreros "Mahou" e "Ibarrondo". De los años 40, en su primera fase, es la Colonia Virgen del Pilar de la Obra Sindical, compuesta por pisos en altura y dúplex que se construye en cuatro fases hasta 1956, de la que datan los dúplex de la calle de Mataelpino 1, de Movimiento Moderno. Sus autores fueron Eduardo Olasagasti Irigoyen, Luis Gamir Prieto y Francisco de Asís Cabrero y Torres Quevedo.
Las colonias se construyeron como núcleos aislados y distantes, ya que normalmente los promotores eran distintos y había mucho espacio. 
La Ciudad Jardín de Alfonso XIII compuso un conjunto de pequeñas urbanizaciones situadas en el término municipal de Chamartín de la Rosa o en el límite de Madrid, en las lindes de la Prosperidad, vinculadas en muchos casos a cooperativas o asociaciones gremiales o profesionales.
Los modelos de las viviendas respondían a estilos regionalistas, con enfoscados en fachada, aparejos de ladrillo sencillos, canecillos de madera y cubiertas de teja a dos,tres y cuatro aguas.

### Escultura
En el centro de la plaza ajardinada de la iglesia de Santa Gema se levanta un monumento dedicado a Julián Besteiro realizado por Pepe Noja. Es notable la escultura "Presencia de una ausencia" del escultor Pablo Serrano, de 1985, localizada en el patio del antiguo Colegio Nicolás Salmerón. Destaca el mural en hormigón de la calle de Francisco Giralte 2 del escultor Miguel Fuentes del Olmo, los vitrales en cemento de Ángel Atienza en la Parroquia de San Antonio María Claret[cita requerida] y el mural de Eladio García de Santibañez de la estación de Cartagena (1975).

## Viales
Las principales calles del barrio de la Prosperidad son Príncipe de Vergara, López de Hoyos, Francisco Silvela, la avenida de América y la M-30 como límites. Además, las calles de Corazón de María, Clara del Rey, Alfonso XIII y Cartagena constituyen coordenadas comerciales fundamentales.
El 14 de mayo de 1970 entraba en servicio el paso elevado que unía Francisco Silvela con Joaquín Costa, un distribuidor viario por el que en 1994 pasaban más de 55 millones de vehículos al año, que orillaba la Prosperidad y que en esa fecha comenzaba a presentar problemas estructurales. El diagnóstico dictó un acusado deterioro de los estribos de apoyo que comprometían la estabilidad de las losas de hormigón pretensado por las que circulaba el tráfico.

### Demolición del paso elevado de Francisco Silvela
En julio de 2020 el Ayuntamiento de Madrid detectó graves fallos en la estructura del paso elevado de las calles de Joaquín Costa y Francisco Silvela sobre las glorietas de López de Hoyos y Príncipe de Vergara, llamado popularmente “scalextric”, que amenazaba colapso,  por lo que la demolición se planteó como la única opción.
El desmontaje del paso elevado se proyectó por un periodo de cuatro meses desde el cierre del vial, que abrió nuevamente a finales de octubre de 2020.
El inicio de la remodelación del nuevo espacio expedito se fijó para comienzos de 2021 y en el plan se incluyeron la creación de una mediana central, carriles bici, ampliación de las aceras y la reducción del espacio dedicado al tránsito de vehículos a motor. El 10 de agosto de 2022, tras una inversión de 1,3 millones de euros, se inauguró la reforma del eje Joaquín Costa-Francisco Silvela, junto con el de las calles colindantes de Gabriel Lobo, Príncipe de Vergara y López de Hoyos.

## Equipamientos
Cuenta con la Sala de Arte Joven en la Plaza Avenida de América, de la Comunidad de Madrid, que permite el acceso al mundo profesional de los jóvenes artistas. En la calle Cardenal Silíceo se encuentra la librería El Buscón frecuentada por Rafaél Sánchez Ferlosio y Premio a la Mejor Labor de Divulgación Cultural (1985)

### Parques
El barrio está escasamente dotado de jardines o parques en su zona norte y oeste. Cabe señalar el parque Mario Benedetti y Medardo Fraile en calle Clara del Rey, los parques del Gato y Luis de Trelles, en calle Padre Claret y Avenida de América en calle Corazón de María.
Los vecinos tradicionalmente acuden al gran parque de Ciudad Jardín Parque de Berlín, así como a los de Parque Félix Rodríguez de la Fuente y Jardines de Pablo Sorozábal y a los parques de Guindalera Parque de las Avenidas.

## Transporte

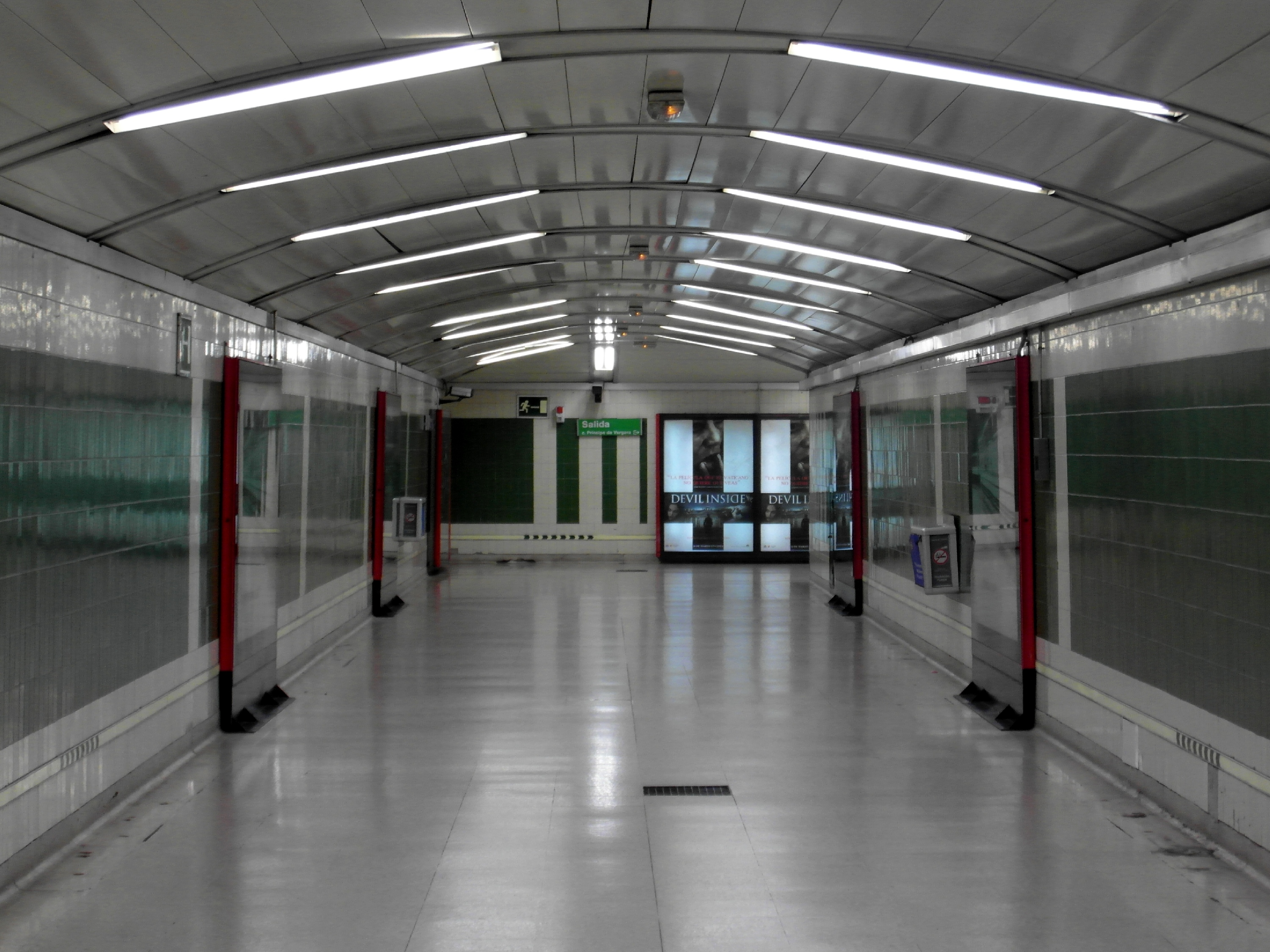
Estación de Avenida de América, inaugurada el 26 de marzo de 1973.

### Metro de Madrid
El barrio de Prosperidad está conectado por las siguientes líneas de metro:
- La Línea 4 es la que vertebra el barrio, recorriendo el eje de López de Hoyos con las estaciones de Avenida de América, Prosperidad, Alfonso XIII y Avenida de la Paz.
- La Línea 7 da servicio al sur del barrio mediante las estaciones de Avenida de América y Cartagena.
- Las líneas 6 y 9 tocan al barrio en el extremo suroccidental con la Estación de Avenida de América.

### Autobuses
Las siguientes líneas de autobuses dan servicio al barrio:

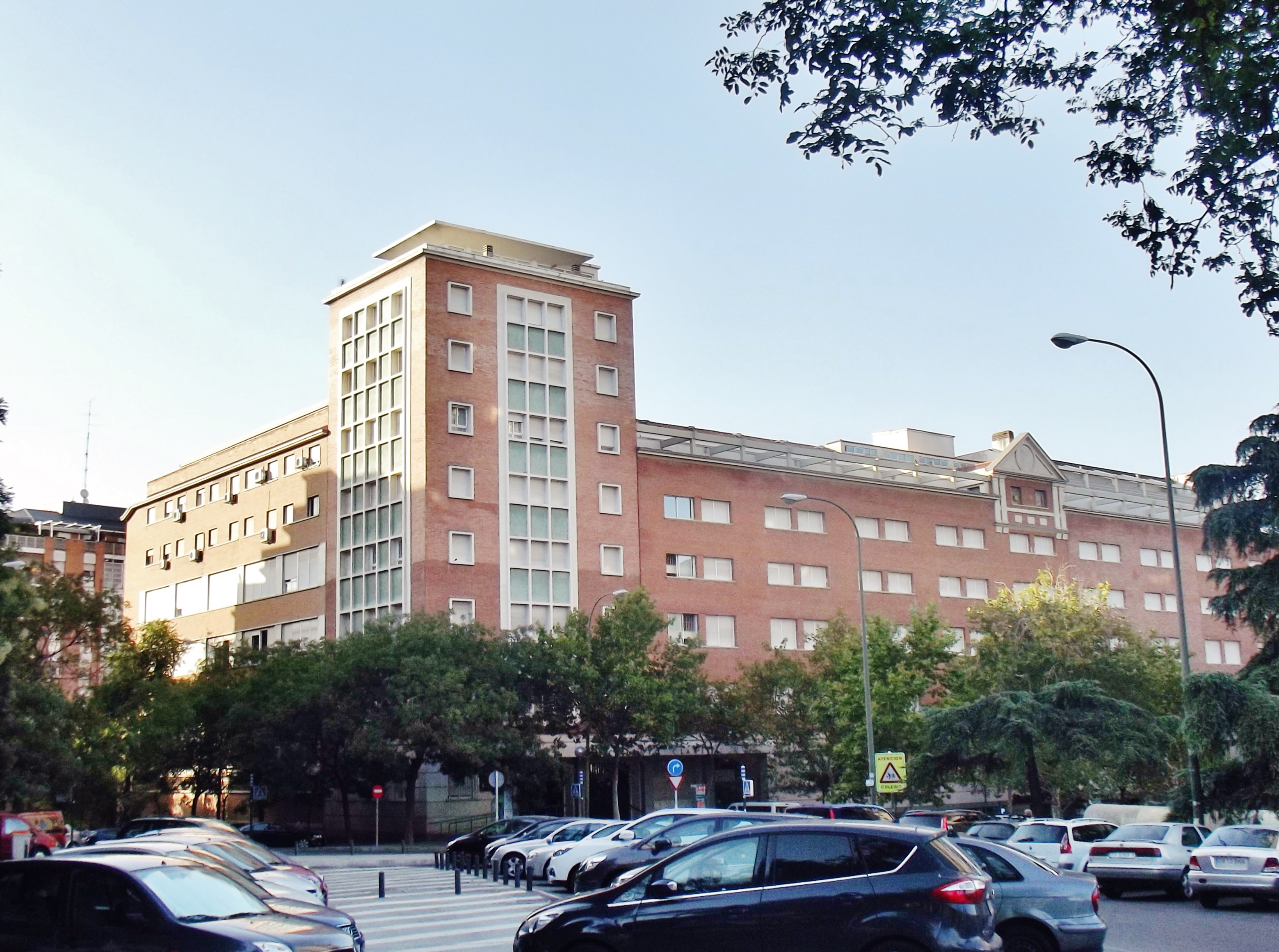
Colegio Claret (1954).

| Línea | Terminales                                 |
| ----- | ------------------------------------------ |
| 1     | Cristo Rey – Prosperidad                   |
| 9     | Sevilla – Hortaleza                        |
| 29    | Felipe II – Manoteras                      |
| 40    | Tribunal – Alfonso XIII                    |
| 43    | Felipe II – Estrecho                       |
| 52    | Sevilla – Santamarca                       |
| 72    | Diego de León – Hortaleza                  |
| 73    | Diego de León – Feria de Madrid            |
| 114   | Avenida de América – Barrio del Aeropuerto |
| 115   | Avenida de América – Barajas               |
| 120   | Plaza de Lima – Hortaleza                  |
| 122   | Avenida de América – Feria de Madrid       |
| 200   | Avenida de América – Aeropuerto            |
| C1    | Circular 1                                 |
| C2    | Circular 2                                 |
| N2    | Cibeles – Valdebebas                       |
| N4    | Cibeles – Barajas                          |
| NC1   | Circular 1                                 |
| NC2   | Circular 2                                 |

## La Prosperidad en el cine

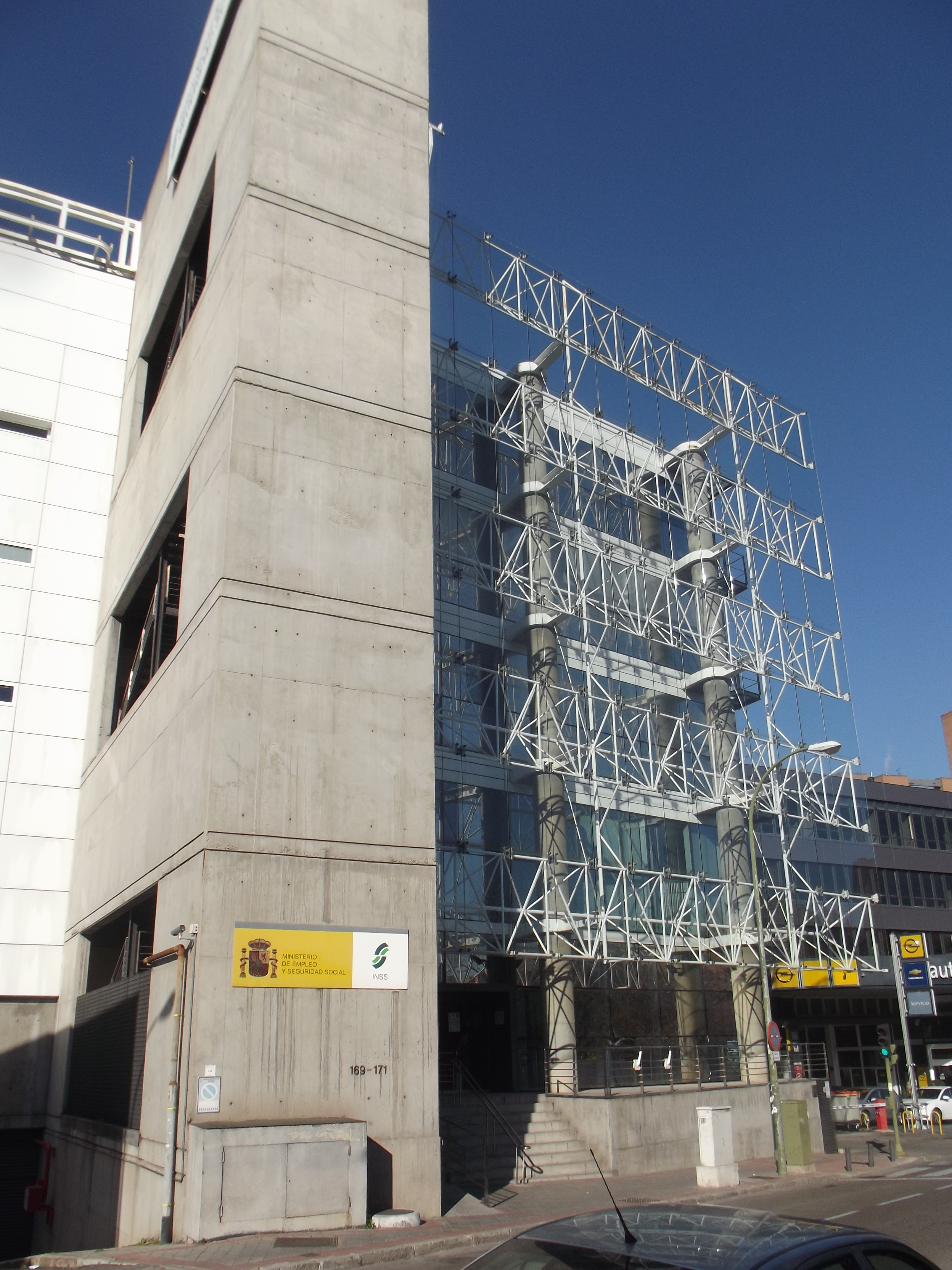
INSS López de Hoyos.

Las películas Tiempo Después de José Luis Cuerda (2018) y The Limits of Control de Jim Jarmusch (2009) tienen localizaciones en el edificio Torres Blancas. El protagonista de El Crack (1981) reside en los apartamentos del edificio Royal de la calle López de Hoyos 144. Otra película con localizaciones en Prosperidad es Sufre Mamón (1987)

## La Prosperidad en la literatura
Se cita o aparece como entorno en las siguientes novelas: La busca (1904), de Pío Baroja, El Jarama (1956) de Rafael Sánchez Ferlosio, Las cartas del miedo (2011) de Carlos Abella, El dueño del secreto (1994) de Antonio Muñoz Molina, Eloísa está debajo de un almendro (1940) de Jardiel Poncela, Dos Novelas Negras (2018) de Carlos G. Reigosa, De la razón al corazón (2013) de Faustino Merchán Gabaldón, Carne de trueque (1979) de Fernando Martínez Laínez, Todos los años perdidos (2010) de Miguel Rubio. [cita requerida], El balcón en invierno (2014) de Luis Landero, El mundo (2007) de Juan José Millás, Recuerdos de vida (2019), de Juan Eduardo Zúñiga.
Escritores que vivieron y desarrollaron su actividad en la Prosperidad son: Luis Marco Corera, Ciro Bayo,  Gabriel Celaya, Juan Carlos Onetti, Mario Benedetti, Rafael Sánchez Ferlosio, Luis Landero, Juan Eduardo Zúñiga, Emilio Sola, Medardo Fraile o Juan José Millás.

## Equipamientos deportivos
Cuenta con algunas instalaciones al aire libre como la Instalación Deportiva Básica Santa Hortensia, las pistas de Padre Claret y las del parque Mario Benedetti.